# Tiéfindougou (Sidéradougou)
Pour les articles homonymes, voir Tiéfindougou.
Tiéfindougou est une commune rurale située dans le département de Sidéradougou de la province de Comoé dans la région des Cascades au Burkina Faso.

## Démographie
| 2003 | 2006 | 2012 |
| ---- | ---- | ---- |
| 874  | 207  | -    |

En 2006, sur les 207 habitants du village – regroupés en 35 ménages – 50,72 % étaient des femmes, 50 % avaient moins de 14 ans, 48 % entre 15 et 64 ans et environ 2 % plus de 65 ans.

## Santé et éducation
Le centre de soins le plus proche de Tiéfindougou est le centre de santé et de promotion sociale (CSPS) de Sidéradougou tandis que le centre hospitatlier régional (CHR) se trouve à Banfora.